# مونيكا ميهتا
مونيكا ميهتا (بالإنجليزية: Monica Mehta)‏ هي أكاديمية أمريكية، ولدت في 1974.

## وصلات خارجية
- مونيكا ميهتا على موقع IMDb (الإنجليزية)